# La Conquête de l'air
Pour l’article homonyme, voir La Conquête de l'air (La Fresnaye).
Pour plus de détails, voir Fiche technique et Distribution.
La Conquête de l'air (The Conquest of the Air) est un film britannique réalisé par Zoltan Korda, Alexandre Esway, Donald Taylor, Alexander Shaw, John Monk Saunders et William Cameron Menzies, sorti dans une première version en 1936, puis dans une version complétée en 1940.

## Synopsis
À partir d'images d'archives et de scènes jouées par des acteurs, ce documentaire retrace l'histoire de la conquête de l'air, des premières tentatives de s'élever au dessus du sol jusqu'à l'aviation au début du XXe siècle.

## Fiche technique
- Titre original : The Conquest of the Air
- Titre français : La Conquête de l'air
- Réalisation : Zoltan Korda, Alexandre Esway, Donald Taylor, Alexander Shaw, John Monk Saunders et William Cameron Menzies
- Assistant réalisateur : Jack Clayton
- Scénario : John Monk Saunders
- Photographie : Wilkie Cooper, Hans Schneeberger, George Noble, Lee Garmes
- Montage : Charles Frend
- Musique : Arthur Bliss
- Commentaire : Peter Bezencenet, Hugh Gray
- Direction artistique : William Cameron Menzies
- Décors : Vincent Korda, John Bryan
- Son : A.W. Watkins
- Producteur : Alexander Korda
- Producteur associé : Nigel Tangye
- Société de production : London Film Productions
- Société de distribution : United Artists
- Pays de production :  Royaume-Uni
- Langue originale : anglais
- Format : Noir et blanc — 35 mm — 1,37:1 — son mono
- Genre : Film documentaire
- Durée : 71 minutes
- Date de sortie : 
  - Royaume-Uni : décembre 1936

## Distribution
- Charles Frend : narrateur
- Laurence Olivier : Vincenzo Lunardi
- Franklin Dyall : Jérôme d'Ascoli
- Hay Petrie : Tiberius Cavallo
- Henry Victor : Otto Lilienthal
- John Turnbull : Ferdinand von Zeppelin
- John Abbott : Jean-François Pilâtre de Rozier
- Frederick Culley : Roger Bacon
- Alan Wheatley : Giovanni Alfonso Borelli
- Bryan Powley : Sir George Cayley
- Charles Lefaux : Louis Blériot
- Ben Webster : Léonard de Vinci
- Percy Marmont : Wilbur Wright
- Dick Vernon : Simon, le magicien
- Denville Bond : Olivier, le moine
- Charles Hickman : Orville Wright
- Margaretta Scott : Isabelle d'Este